# Ñ

Ilustrace

Ñ (minuskule ñ) je písmeno latinky. Vyskytuje se ve španělštině, galicijštině, asturštině, baskičtině, filipínštině, chamorro, guaraní, krymské tatarštině a v jedné z abeced votštiny. Znak je složen z písmene N a tildy. Vyslovuje se jako palatální nazála ɲ (české ň).